# Esther Cooper Jackson
Pour les articles homonymes, voir Jackson.
Esther Cooper Jackson (née le 21 août 1917 à Arlington, en Virginie et morte le 23 août 2022 à Boston) est une militante afro-américaine des droits civils et une travailleuse social. Elle a appartenu au groupe des rédacteurs fondateurs du magazine Freedomways, revue théorique, politique et littéraire publiée de 1961 à 1985, avec Shirley Graham Du Bois, WEB Du Bois, Edward Strong et Louis E. Burnham. Elle était mariée à James E. Jackson (1914-2007), un militant syndical influent.